# Juan Miró
Juan Miró (n. Concepción del Uruguay, ca. 1960) es un pelotari argentino ganador de siete medallas de oro en los Campeonatos Mundiales de Pelota Vasca y una medalla de oro en los Juegos Olímpicos de Barcelona 1992, donde se incluyó a la pelota vasca como deporte de exhibición. Miró fue también campeón mundial de pelota goma en la I Copa Mundial de Trinquete de 1997 y obtuvo una medalla de oro en los Juegos Panamericanos de 1995 en Mar del Plata.
Recibió el Premio Konex en 1990. Es médico traumatólogo.

## Palmarés

### Campeón mundial
- 1982: trinquete, paleta cuero (México)
- 1986: trinquete, paleta cuero (Vitoria)
- 1986: trinquete, paleta goma (Vitoria)
- 1990: trinquete, paleta cuero (Cuba)
- 1994: trinquete, paleta goma (San Juan de Luz)
- 1998: trinquete, paleta goma (México)
- 2002: trinquete, paleta goma (Pamplona)

### Juegos Olímpicos de Barcelona 1992 (deporte exhibición)
- Paleta goma en trinquete: medalla de oro

### Juegos Panamericanos
- 1995, Mar del Plata: paleta goma en trinquete; medalla de oro

### Copa del Mundo de Trinquete
- 1997, I Copa (Bayona): paleta goma